# Disney Sports Skateboarding
Disney Sports Skateboarding, även känt som Disney All Star Sports: Skateboarding i Europa, är ett datorspel som släpptes 2002 av Konami för Gamecube och Game Boy Advance. Det har spelbara Disneyfigurer som Musse Pigg, Mimmi Pigg, Kalle Anka och Janne Långben.